# Gino Iorgulescu
Gino Iorgulescu (n. 15 mai 1956 în Giurgiu) este un fost fotbalist român și președintele Ligii Profesioniste de Fotbal din România din 2013. Acesta a jucat pentru echipa națională de fotbal a României, pe postul de fundaș central. Cea mai mare parte a carierei a jucat la Sportul Studențesc. În sezonul 1977-78 a jucat ca atacant, înlocuindu-l pe Mircea Sandu, care suferise o accidentare gravă. După retragerea din fotbal a îndeplinit funcțiile de antrenor secund al echipei naționale, ca secund al lui Mircea Rădulescu și Cornel Dinu, precum și de președinte al clubului FC Național.
În martie 2008 a fost decorat cu Ordinul „Meritul Sportiv” clasa a III-a, pentru participarea la Campionatul European din 1984 și pentru întreaga activitate.
Pe data de 14 noiembrie 2013, Gino Iorgulescu a fost ales în funcția de președinte LPF, după 17 ani în care Dumitru Dragomir a condus Liga Profesionistă de Fotbal.

## Controverse
Pe 5 mai 2008 Gino Iorgulescu a fost trimis în judecată de procurorii DNA pentru infracțiunile de dare de mită, spălare de bani
și participație improprie la fals intelectual. 
Pe 22 octombrie 2012 Înalta Curte de Casație și Justiție l-a achitat definitiv pe Gino Iorgulescu în acest dosar.

## Statisticile carierei

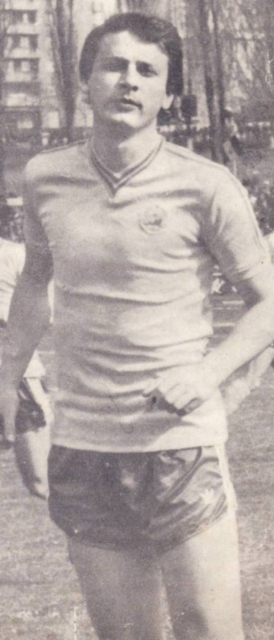
Gino Iorgulescu ca fotbalist

| Sezon   | Echipă              | Țară    | Meciuri | Goluri |
| ------- | ------------------- | ------- | ------- | ------ |
| tineret | Dunărea Giurgiu     | România | N/A     | N/A    |
| 1973/74 | Dunărea Giurgiu     | România | 31      | 0      |
| 1974/75 | Dunărea Giurgiu     | România | 1       | 0      |
| 1975/76 | Sportul Studențesc  | România | 1       | 0      |
| 1976/77 | Progresul București | România | 28      | 6      |
| 1977/78 | Sportul Studențesc  | România | 32      | 12     |
| 1978/79 | Sportul Studențesc  | România | 32      | 8      |
| 1979/80 | Sportul Studențesc  | România | 31      | 7      |
| 1980/81 | Sportul Studențesc  | România | 31      | 3      |
| 1981/82 | Sportul Studențesc  | România | 26      | 3      |
| 1982/83 | Sportul Studențesc  | România | 32      | 4      |
| 1983/84 | Sportul Studențesc  | România | 30      | 4      |
| 1984/85 | Sportul Studențesc  | România | 25      | 2      |
| 1985/86 | Sportul Studențesc  | România | 21      | 1      |
| 1986/87 | Sportul Studențesc  | România | 19      | 1      |
| 1987/88 | Sportul Studențesc  | România | 23      | 1      |
| 1988/89 | Sportul Studențesc  | România | 21      | 3      |
| 1989/90 | K. Beerschot V.A.C. | Belgia  | 2       | 0      |